# Valea Crișului
Valea Crișului é uma comuna romena localizada no distrito de Covasna, na região histórica da Transilvânia. A comuna possui uma área de 27.85 km² e sua população era de 2324 habitantes segundo o censo de 2007.